# Liste von Persönlichkeiten der Stadt Bergen
Die folgende Liste enthält Personen, die in der norwegischen Stadt Bergen geboren wurden sowie solche, die dort zeitweise gelebt hatten, jeweils chronologisch aufgelistet nach dem Geburtsjahr.

## In Bergen geborene Persönlichkeiten

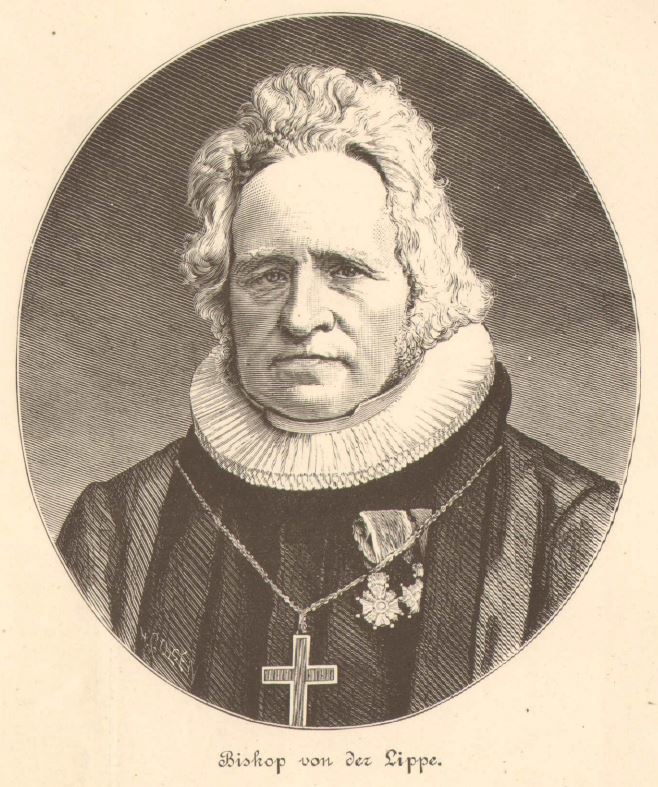
Jacob von der Lippe

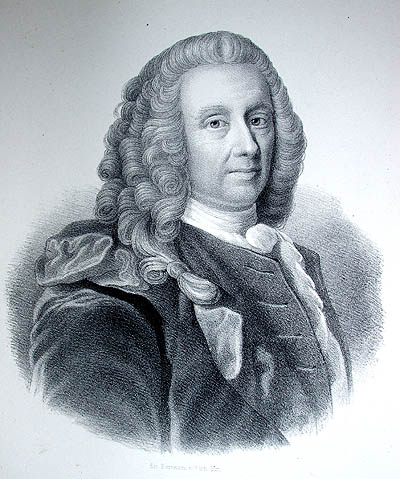
Ludvig Holberg

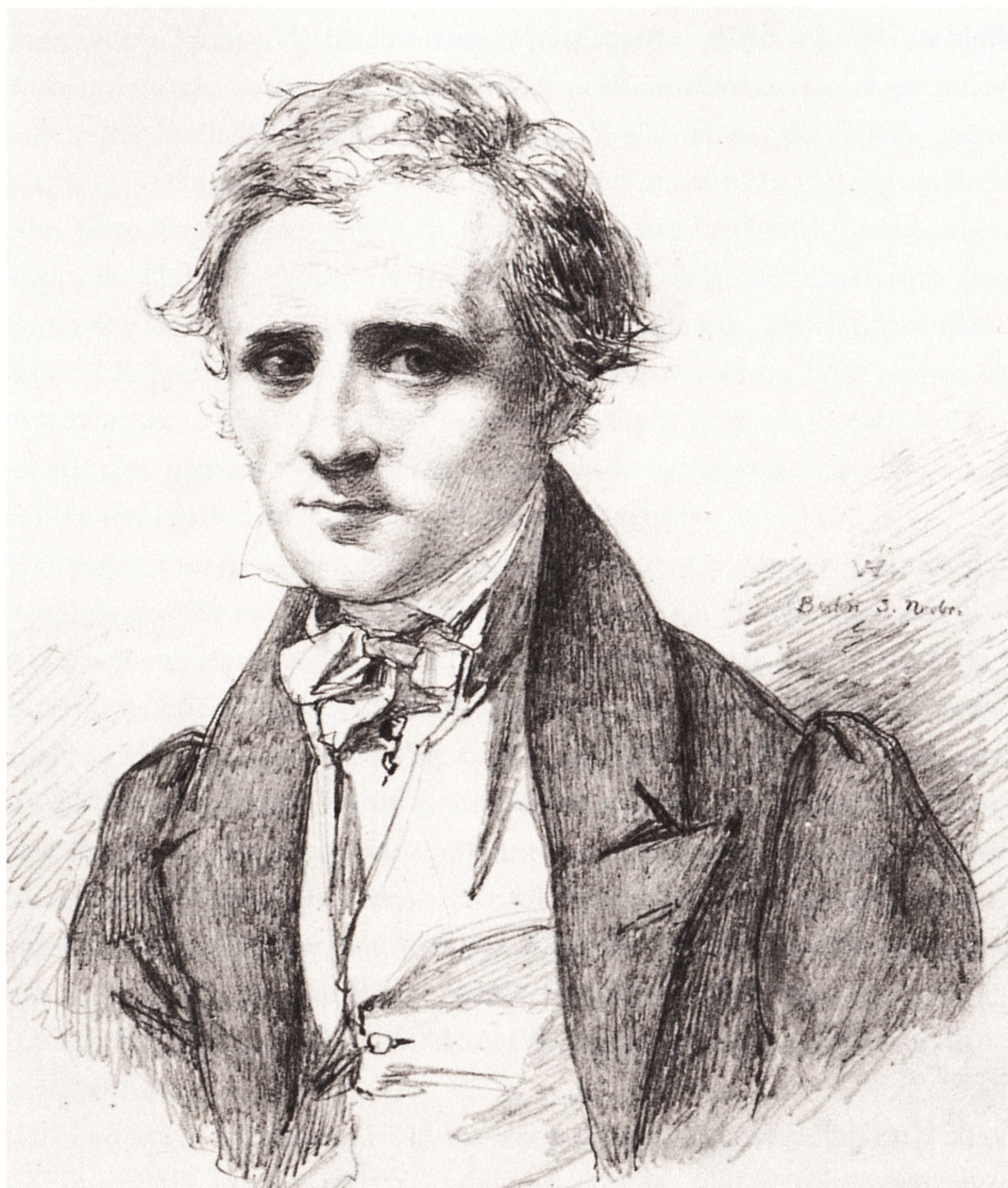
Johan Christian Clausen Dahl

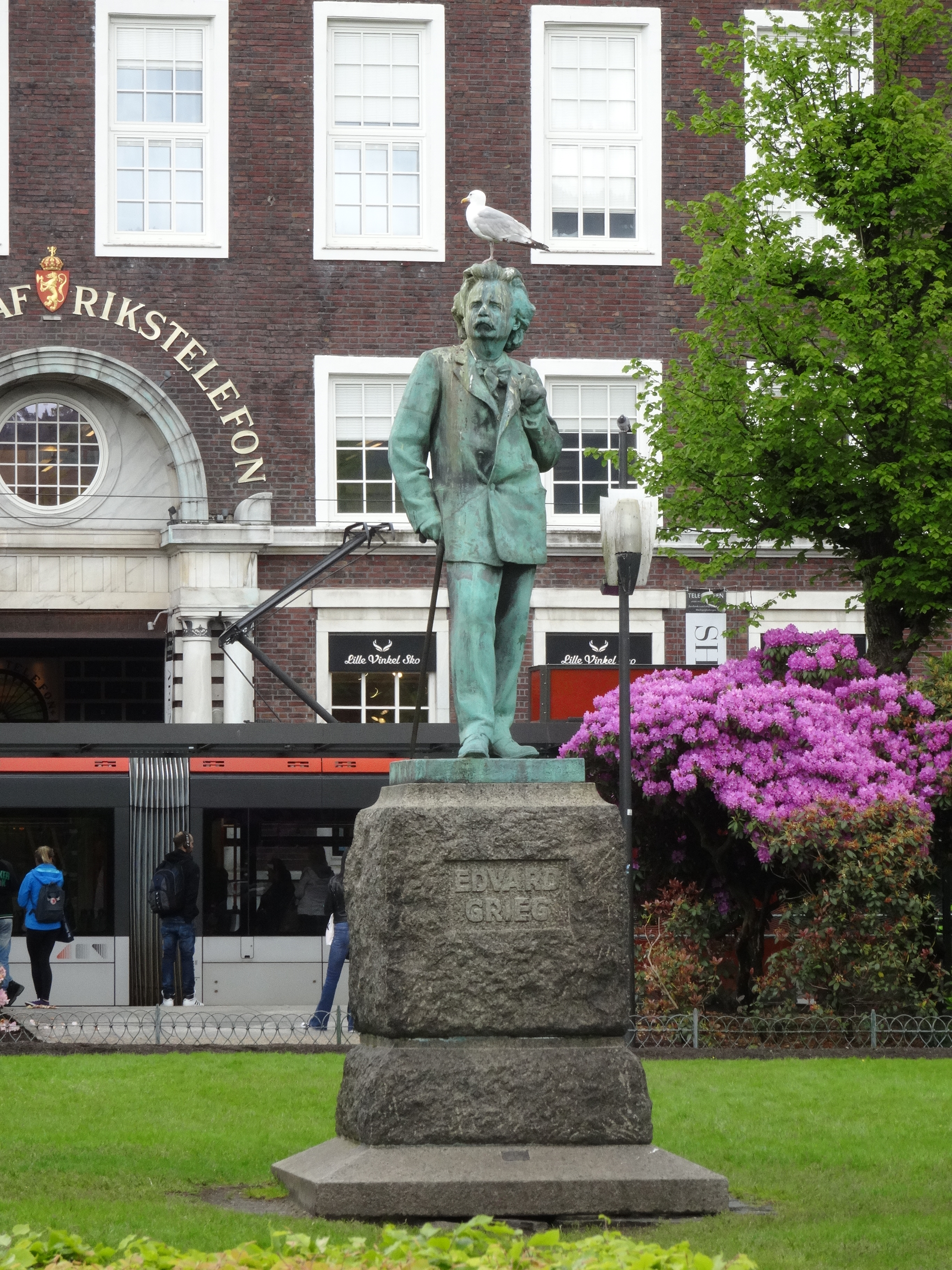
Edvard-Grieg-Statue in Bergen

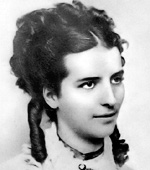
Amalie Skram

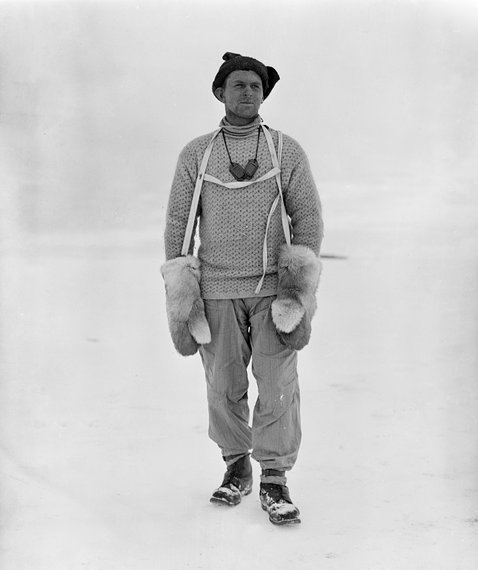
Tryggve Gran

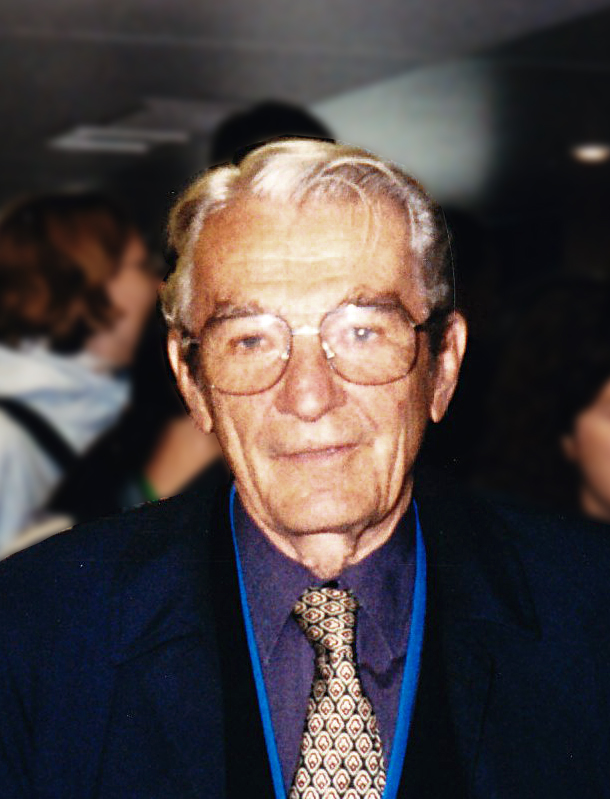
Ivar Giaever

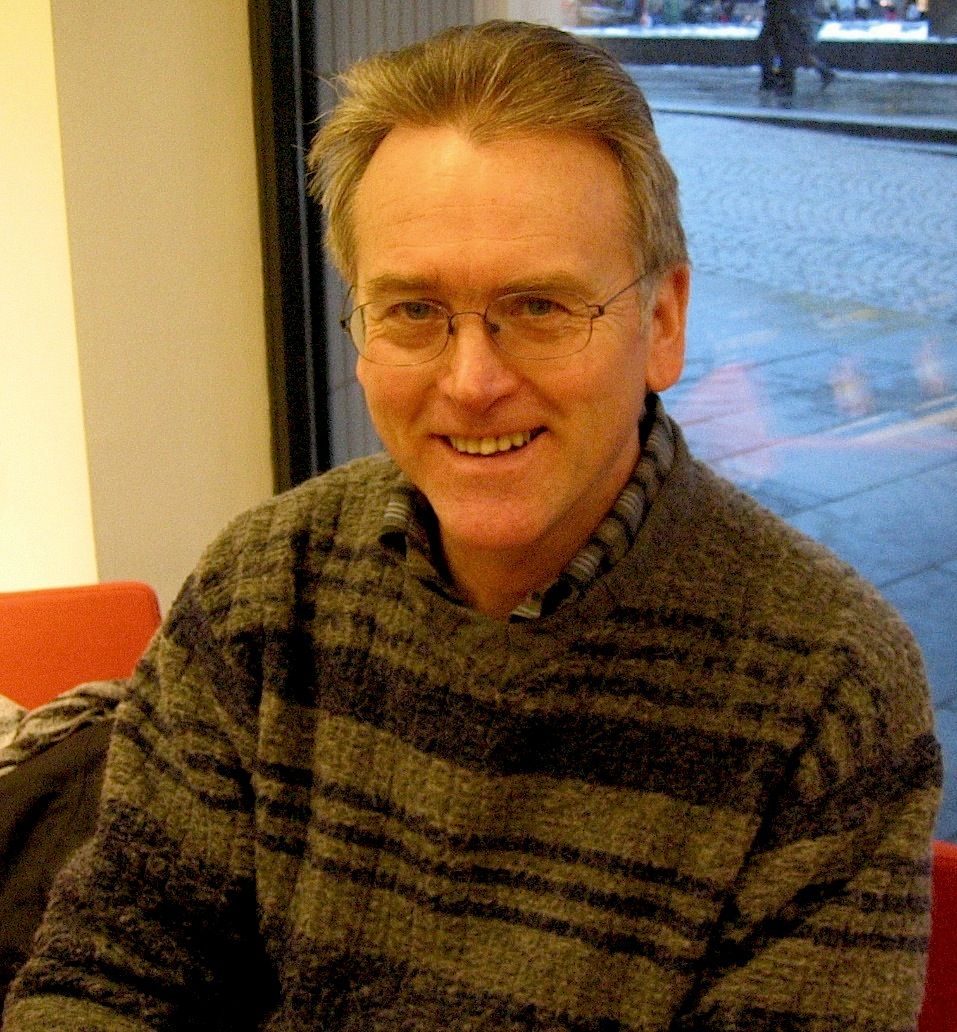
Gunnar Staalesen

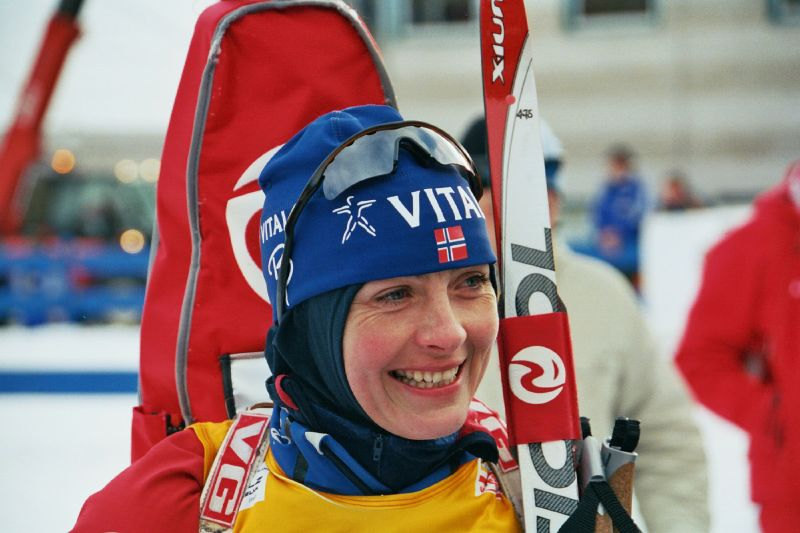
Liv Grete Poirée

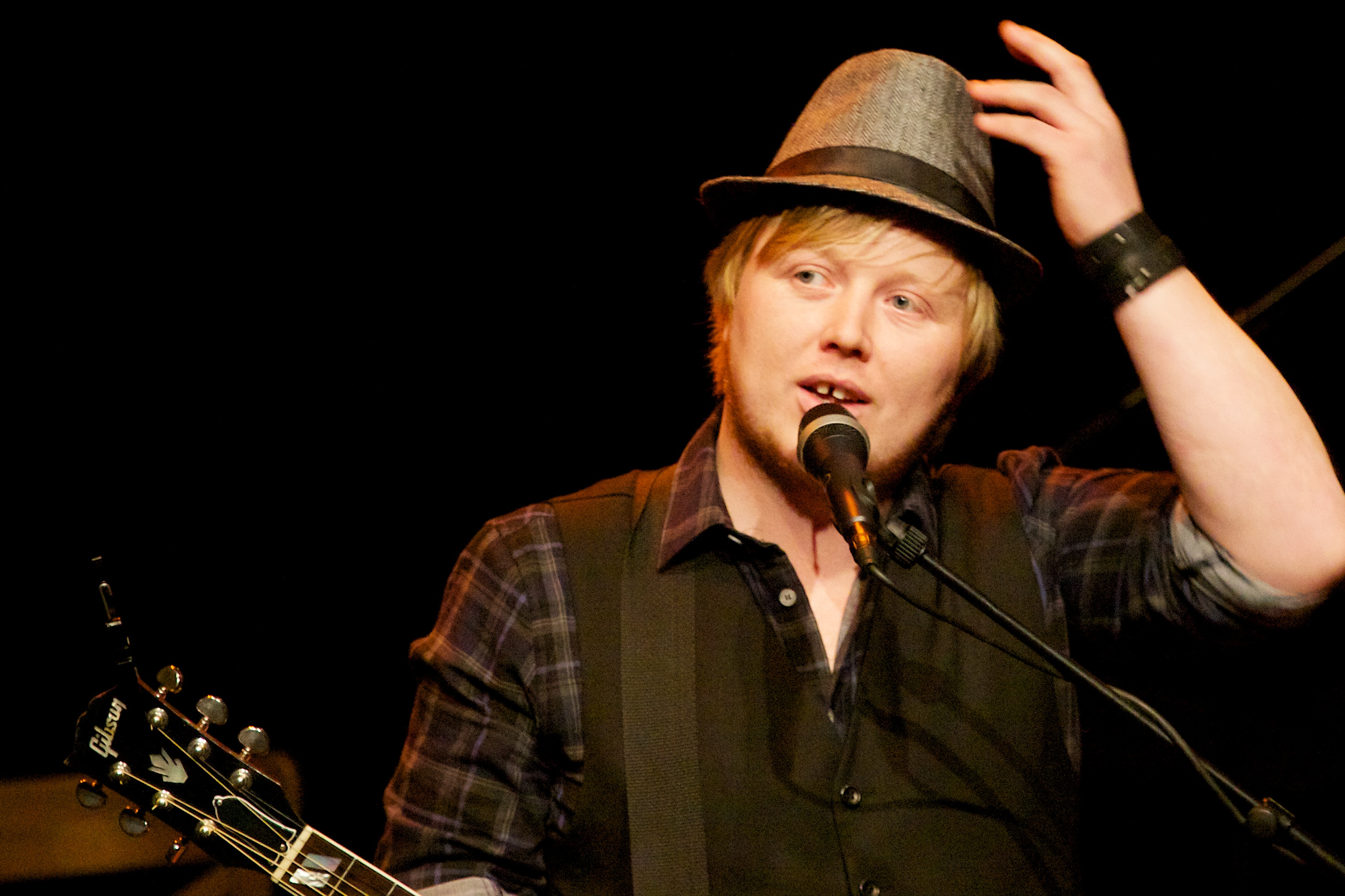
Kurt Nilsen

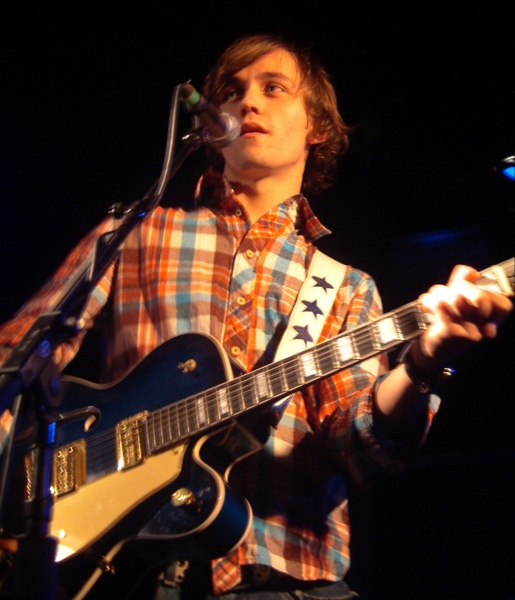
Sondre Lerche

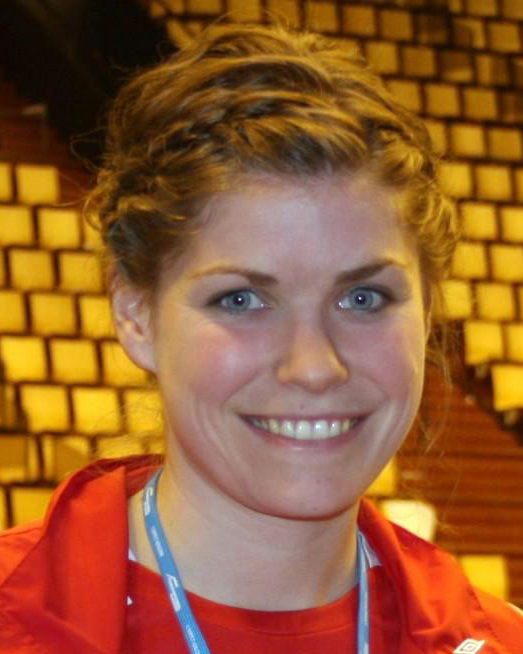
Kari Aalvik Grimsbø

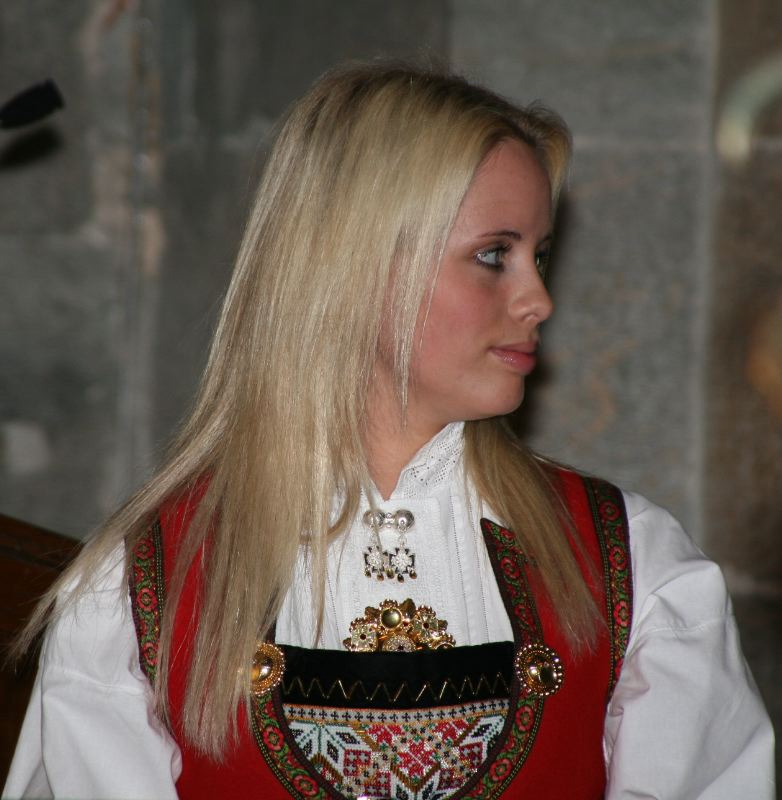
Christine Guldbrandsen

### Bis 1800
- Heini Havreki (1514–1576), erster Propst der Färöer nach der Reformation auf den Färöern
- Simon Hennings (1608–1661), deutscher lutherischer Theologe und Geistlicher
- Lambert van Haven (1630–1695), dänischer Maler und Architekt sowie Generalbaumeister und Inspektor aller Kunstsammlungen des dänischen Königs Christian V.
- Dorothe Engelbretsdatter (1634–1716), Schriftstellerin
- Cille Gad (1675–1711), Gelehrte und Schriftstellerin
- Magnus Schiøtte (1680–1737), Kaufmann
- Zacharias Allewelt (1682–1744), dänisch-norwegischer Kapitän
- Ludvig Holberg (1684–1754), dänisch-norwegischer Dichter
- Mathias Andreas Fersleff (um 1700–1763), norwegisch-dänischer Kaufmann, Grönlandspionier und Politiker
- Claus Fasting (1746–1791), Redakteur, Autor und Kritiker
- Bendt Olrik (1749–1793), dänischer Kolonialverwalter in Grönland und Ghana
- Arnold Nicolai Aasheim (1749–1800), Arzt und Physiker
- Martin Vahl (1749–1804), norwegisch-dänischer Botaniker
- Johan Michael Lund (1753–1824), Bürgermeister von Bergen
- Israel Gottlieb Wernicke (1755–1836), dänisch-norwegischer Komponist und Cembalist
- Oluf de Schouboe (1777–1844), Politiker
- Frederik Meltzer (1779–1855), Kaufmann und Politiker
- Johan Christian Clausen Dahl (1788–1857), Landschaftsmaler
- Hans Mossin Fleischer (1789–1870), Kaufmann und kommissarischer Inspektor in Grönland
- Peter Hersleb Harboe Castberg (1794–1858), Offizier, Pfarrer, Bürgermeister und Parlamentsabgeordneter
- Jacob von der Lippe (1797–1878), Bischof von Kristiansand und Parlamentspräsident
- Christian Lassen (1800–1876), Indologe

### 19. Jahrhundert
- Michael Sars (1805–1869), Theologe und Biologe
- Johan Sebastian Welhaven (1807–1873), Lyriker, Literaturkritiker und Kunsttheoretiker
- Johan Koren (1809–1885), Arzt und Zoologe
- Ole Bull (1810–1880), Violinist und Komponist
- Joachim Frich (1810–1858), Landschaftsmaler und Lithograf
- Christian Tønsberg (1813–1897), Verleger
- Ketil Motzfeldt (1814–1889), Marineoffizier und Politiker
- Daniel Cornelius Danielssen (1815–1894), Arzt, Zoologe und Politiker
- Nicolay Nicolaysen (1817–1911), Jurist und Archäologe
- Frederik Nicolai Jensen (1818–1870), Maler, Theaterlehrer, evangelischer Pfarrer und Politiker
- Johan Didrik Behrens (1820–1890), Komponist und Chordirigent
- Christian Friele (1821–1899), Redakteur
- Claus Pavels Riis (1826–1886), Dichter
- Hartvig Marcus Lassen (1824–1897), ästhetischer Konsulent, Zensor und Dramaturg
- Christen Brun (1828–1905), Historien- und Porträtmaler der Düsseldorfer Schule
- Herman Garman Schanche (1828–1884), Landschaftsmaler der Düsseldorfer Schule
- Hans Jørgen Nicolaysen (1829–1907), Stillleben-, Genre- und Porträtmaler, Kunstlehrer und Fotograf
- Laura Gundersen (1833–1898), Sängerin und Schauspielerin
- Henrik Thrap-Meyer (1833–1910), Architekt
- Lorentz Dietrichson (1834–1917), Kunst- und Literaturhistoriker sowie Dichter
- Henrik Mohn (1835–1916), Meteorologe und Ozeanograf
- Johan Georg Bøhmer Campbell (1835–1871), Landschaftsmaler der Düsseldorfer Schule
- Herman Friele (1838–1921), Geschäftsmann und Zoologe
- Marius Nygaard (1838–1912), Lehrer und Sprachforscher
- Gerhard Armauer Hansen (1841–1912), Arzt und Zoologe
- Kristofer Janson (1841–1917), Dichter
- Edvard Grieg (1843–1907), Komponist der Romantik
- Edvard Bull (1845–1925), Arzt, Nationaltheater-Vorstand und Frauenrechtler
- Berent Madsen (1845–1865), Landschaftsmaler der Düsseldorfer Schule
- Amalie Skram (1846–1905), norwegisch-dänische Schriftstellerin und Frauenrechtlerin
- Hans Heinrich Jess (1847–1916), deutscher Architekt und Baumeister, lebte und wirkte seit 1873 in Bergen
- Andrew E. Lee (1847–1934), US-amerikanischer Politiker
- Leonhard Hess Stejneger (1851–1943), US-amerikanischer Zoologe norwegischer Herkunft
- Jens Sigfred Hopstock (1853–1924), Ingenieur und Telefonpionier
- Nikolai Ulfsten (1854–1885), Landschafts- und Genremaler
- Kristofer Didrik Lehmkuhl (1855–1949), Politiker und Kaufmann
- Hjalmar Alfred Dahl (1856–1884), Landschaftsmaler der Düsseldorfer Schule
- John Grieg (1856–1905), Verleger
- Gerhard Gran (1856–1925), Literaturhistoriker
- Francesco Cetti (1860–1925), Schausteller und Hungerkünstler; der erste berufsmäßige Ballonfahrer Norwegens
- Jørgen Brunchorst (1862–1917), Botaniker, Politiker und Diplomat
- Hans Wiers-Jenssen (1866–1925), Dramatiker, Schriftsteller und Theaterhistoriker
- Johan Friele (1866–1927), Segler und Arzt
- Lauritz Christiansen (1867–1930), Segler
- Johan Ludwig Mowinckel (1870–1943), Reeder und liberaler Politiker
- Christian Koren-Wiberg (1870–1945), Kulturhistoriker und Künstler
- Elizabeth Stephansen (1872–1961), Mathematikerin und Hochschullehrerin
- Arthur Allers (1875–1961), Segler
- Christen Wiese (1876–1968), Segler
- Arne Kavli (1878–1970), Maler
- Egill Reimers (1878–1946), Architekt

#### 1881 bis 1890
- Albert Viljam Hagelin (1881–1946), Geschäftsmann und Opernsänger
- Birger Hammer (1881–1958), Pianist und Musikpädagoge
- Sigvard Sivertsen (1881–1963), Turner
- Nils Opdahl (1882–1951), Turner
- Trygve Schjøtt (1882–1960), Segler
- Mena Schoenfeld (1882–1945), deutsche Malerin und Bildhauerin
- Carl Joachim Hambro (1885–1964), Politiker und Journalist
- Hans Næss (1886–1958), Segler
- Sigurd Jørgensen (1887–1929), Turner
- Alf Lie (1887–1969), Turner
- Mary Barratt Due (1888–1969), Pianistin und Musikpädagogin
- Tryggve Gran (1888–1980), Flugpionier, Polarforscher und Autor
- Tor Lund (1888–1972), Turner
- Harald Færstad (1889–1979), Turner
- Johan Faye (1889–1974), Segler
- Rolf Lie (1889–1959), Turner

#### 1891 bis 1900
- Isak Abrahamsen (1891–1972), Turner
- Hans Anton Beyer (1889–1965), Turner
- Harald Beyer (1891–1960), Literaturhistoriker
- Conrad Olsen (1891–1970), Ruderer
- Robert Sjursen (1891–1965), Turner
- Bjarne Johnsen (1892–1984), Turner
- Aagot Norman (1892–1979), Schwimmerin
- Frithjof Sælen (1892–1975), Turner
- Ingolf Davidsen (1893–1946), Turner
- Aud Egede-Nissen (1893–1974), Stummfilmschauspielerin
- Alfred Engelsen (1893–1966), Turner und Wasserspringer
- Halfdan Schjøtt (1893–1974), Segler
- August Hansen Werner (1893–1980), norwegisch-amerikanischer Sänger, Bildhauer und Kunstprofessor
- Robert Giertsen (1894–1978), Segler
- Otto Johannessen (1894–1962), Turner
- Jacob Opdahl (1894–1938), Turner
- Audun Rusten (1894–1957), Schwimmer
- Gerd Grieg (1895–1988), Schauspielerin
- Lauritz Wigand-Larsen (1895–1951), Turner
- Mons Lid (1896–1967), Politiker
- Henrik Nielsen (1896–1973), Turner
- Harald Sæverud (1897–1992), Komponist
- Jakob Erstad (1898–1963), Turner
- Jakob Martin Pettersen (1899–1970), Politiker
- Olav Sundal (1899–1978), Turner

### 1901 bis 1910
- Albert Eide Parr (1900–1991), US-amerikanischer Meeresforscher, Museumsdirektor und Ichthyologe norwegischer Herkunft
- Martha Ostenso (1900–1963), norwegisch-amerikanische Schriftstellerin
- Valter Aamodt (1902–1989), Komponist, Dirigent, Musikkritiker und Chorleiter
- Nordahl Grieg (1902–1943), Schriftsteller und Journalist
- Inger Hagerup (1905–1985), Lyrikerin und Schriftstellerin
- Randi Lindtner Næss (1905–2009), Opernsängerin und Theaterschauspielerin
- Nils Handal (1906–1992), Politiker
- Leif Andreas Larsen (1906–1990), Marineoffizier und Bootsführer des Shetland-Bus
- Torborg Nedreaas (1906–1987), Schriftstellerin
- Geirr Tveitt (1908–1981), Komponist und Pianist
- Knut Fægri (1909–2001), Botaniker
- Magdalon Monsen (1910–1953), Fußballspieler

### 1911 bis 1920
- Johan Christian Castberg (1911–1988), Zeichner und Maler
- Karsten Solheim (1911–2000), Entwickler von Golfschlägern
- Odd Frantzen (1913–1977), Fußballspieler
- Max Manus (1914–1996), Widerstandskämpfer gegen den Nationalsozialismus
- Georg Krog (1915–1991), Eisschnellläufer
- Jörgen Smit (1916–1991), Lehrer, Hochschuldozent, Redner und Publizist
- Gunnar Bøe (1917–1989), Wirtschaftswissenschaftler, Hochschullehrer und Politiker
- Erling Sverdrup (1917–1994), Statistiker und Versicherungsmathematiker
- Bjarte Birkeland (1920–2000), Literaturhistoriker
- John Willem Gran (1920–2008), römisch-katholischer Bischof von Oslo
- Kåre Kristiansen (1920–2005), Politiker

### 1921 bis 1930
- Eilif Armand (1921–1993), Schauspieler, Lyriker und Literaturkritiker
- Oddvar Hansen (1921–2011), Fußballspieler, -trainer und -manager sowie Tischtennisspieler
- Gerda Boyesen (1922–2005), Begründerin der Biodynamischen Psychologie
- Bjørn Paulson (1923–2008), Leichtathlet
- Arne Nilsen (1924–2020), Politiker
- Thor Pedersen (1924–2008), Ruderer
- Arne Bendiksen (1926–2009), Sänger, Komponist und Musikproduzent
- Peter Anker (1927–2012), Kunsthistoriker und Museumsdirektor
- Willy Dahl (* 1927), Literaturhistoriker, Literaturkritiker und Schriftsteller
- Øivind Maurseth (1928–2022), Architekt
- Ivar Giaever (1929–2025), norwegisch-amerikanischer Physiker
- Andreas Skjold (1929–2003), Jazzposaunist

### 1931 bis 1940
- Georg Johannesen (1931–2005), Schriftsteller, Übersetzer, Kunstmaler und Politiker
- Kim Friele (1935–2021), LGBT- und Menschenrechtsaktivistin
- Knut Haugsoen (1935–2011), Architekt, Hochschullehrer, Jazzpianist und Komponist
- Nils Totland (* 1935), Politiker
- Helge Tverberg (1935–2020), Mathematiker
- Tormod Sæverud (* 1938), Komponist
- Ketil Hvoslef (* 1939), Komponist
- Ole Danbolt Mjøs (1939–2013), Mediziner und Professor
- Laila Dalseth (* 1940), Jazzsängerin
- Grete Knudsen (1940–2023), Politikerin

### 1941 bis 1950
- Nina Karin Monsen (* 1943), Moralphilosophin und Autorin
- Åge Hadler (* 1944), Orientierungsläufer
- Stein Husebø (* 1944), Mediziner
- Arne Lindtner Næss (* 1944), Schauspieler, Regisseur, Produzent
- Arne Risa (* 1944), Hindernis- und Langstreckenläufer
- Jørgen Jæger (* 1946), Kriminalautor
- Knut Kristiansen (* 1946), Jazzpianist
- Stein Kuhnle (* 1947), Politikwissenschaftler
- Terje Rød-Larsen (* 1947), Diplomat und Soziologe
- Gunnar Staalesen (* 1947), Schriftsteller
- Bård Breivik (1948–2016), Bildhauer
- Laila Dåvøy (* 1948), Politikerin
- Sverre Erik Jebens (* 1949), Jurist
- Anne-Grete Strøm-Erichsen (* 1949), Politikerin
- Helga Haugland Byfuglien (* 1950), Bischöfin der Norwegischen Kirche
- Erling Pettersen (* 1950), Geistlicher, Bischof von Stavanger

### 1951 bis 1960
- Hans-Wilhelm Steinfeld (* 1951), Journalist und Historiker
- Ragnar Hovland (* 1952), Schriftsteller, Kinderbuchautor, Übersetzer und Musiker
- Per Jørgensen (* 1952), Jazz- und Fusionmusiker
- Jan Henry Olsen (1956–2018), Politiker
- Svein Harberg (* 1958), Politiker
- Siri Sunde (* 1958), lutherische Pfarrerin
- Tor Endresen (* 1959), Sänger
- Ruth Grung (* 1959), Politikerin
- Haakon Bruun-Hanssen (* 1960), Offizier, Admiral
- Arnstein Raunehaug (* 1960), Radrennfahrer

### 1961 bis 1970
- Tomas Espedal (* 1961), Schriftsteller und Hochschullehrer
- Truls Mørk (* 1961), Cellist
- Erna Solberg (* 1961), Politikerin
- Knut Vaage (* 1961), Komponist
- Flemming Davanger (* 1963), Curler
- Ole Amund Gjersvik (* 1963), Jazz-Bassist
- Merethe Lindstrøm (* 1963), Schriftstellerin, ehemalige Rock-Sängerin
- Trude Stendal (* 1963), Fußball-Nationalspielerin
- Vigleik Storaas (* 1963), Jazzpianist
- Guro Fjellanger (1964–2019), Politikerin (Venstre)
- Arild Midthun (* 1964), Comiczeichner, Illustrator und Karikaturist
- Terje Hauge (* 1965), Fußballschiedsrichter
- Ove Trellevik (* 1965), Politiker
- Arild Hermstad (* 1966), Politiker
- Trond Høvik (* 1966), Schauspieler
- Kjersti Toppe (* 1967), Politikerin
- Morten Tyldum (* 1967), Regisseur
- Ragni Hestad (* 1968), Beachvolleyballspielerin
- Arne Lygre (* 1968), Dramatiker und Romancier
- Monica Mæland (* 1968), Politikerin
- Bjørn Sortland (* 1968), Schriftsteller
- Merita Berntsen (* 1969), Volleyball- und Beachvolleyballspielerin
- Erik Brødreskift (1969–1999), Extreme-Metal-Schlagzeuger
- Sissel Kyrkjebø (* 1969), Sängerin
- Kjersti Elvik (* 1969), Schauspielerin und Regisseurin
- Karoline Krüger (* 1970), Sängerin und Komponistin
- Geir Ove Kvalheim (* 1970), Journalist
- Magnet (* 1970), Musiker
- Bjørn Stenersen (1970–1998), Radrennfahrer

### 1971 bis 1980
- Geir Hartly Andreassen (* 1971), Kameramann
- Rein Alexander (* 1971), Sänger
- Ann-Elen Skjelbreid (* 1971), Biathletin
- Karsten Stenersen (* 1971), Radrennfahrer
- Gro Espeseth (* 1972), Fußballspielerin
- Abbath (bürgerlicher Name Olve Eikemo) (* 1973), Musiker
- Frode Loftesnes (* 1973), Basketballspieler
- Varg Vikernes (* 1973), Musiker
- Ole Martin Årst (* 1974), Fußballspieler
- Elin Austevoll (* 1974), Schwimmerin
- Susanne Glesnes (* 1974), Beachvolleyballspielerin
- Kjetil Ingvaldsen (* 1974), Radrennfahrer
- Boom Jinx (* 1974), DJ und Musikproduzent
- Liv Grete Poirée (* 1974), Biathletin
- Maria Ekerhovd (* 1975), Filmproduzentin
- Cato Guntveit (* 1975), Fußballspieler
- Stine Larsen (* 1975), Langstreckenläuferin
- Cecilie Leganger (* 1975), Handballspielerin
- Erlend Erichsen (* 1975), Musiker und Autor
- Kjetil Husebø (* 1975), Fusionmusiker
- Erlend Øye (* 1975), Musiker
- Brigt Rykkje (* 1975), norwegisch-niederländischer Eisschnellläufer
- Alexander Straus (* 1975), Fußballtrainer
- Kjetil Greve (* 1976), Schlagzeuger
- Kjetil Møster (* 1976), Jazzmusiker
- Trond Nymark (* 1976), Leichtathlet
- Karl Strømme (* 1976), Jazzmusiker
- Trude Gundersen (* 1977), Taekwondoin
- Mia Hundvin (* 1977), Handballspielerin
- Arve Isdal (* 1977), Gitarrist
- Christian Kalvenes (* 1977), Fußballspieler
- Audun Lysbakken (* 1977), Politiker
- Vidar Magnussen (* 1977), Schauspieler und Komiker
- Gunilla Süssmann (* 1977), Pianistin
- Astrid Johannessen (* 197), Fußballspielerin
- Åshild Kanstad Johnsen (* 1978), Autorin, bildende Künstlerin und Freelance-Illustratorin
- Kurt Nilsen (* 1978), Musiker
- Oddgeir Thune (* 1978), Schauspieler
- David-Emil Wickström (* 1978), österreichisch-US-amerikanischer Musikwissenschaftler in Deutschland
- Tora Augestad (* 1979), Sängerin, Dirigentin und Schauspielerin
- Liv-Kjersti Bergman (* 1979), Biathletin
- Isabel Blanco (* 1979), Handballspielerin
- Stina Hofgård Nilsen (* 1979), Skirennläuferin
- Einar Selvik (* 1979), Schlagzeuger
- Rune Stordal (* 1979), Eisschnellläufer
- Helge André Njåstad (* 1980), Politiker
- Erik Tysse (* 1980), Leichtathlet

### 1981 bis 1990
- Carl Espen (* 1982), Sänger
- Sondre Lerche (* 1982), Sänger, Gitarrist und Songwriter
- Thor-Christian Ebbesvik (* 1983), Autorennfahrer
- Nils Hognestad (* 1984), norwegisch-kanadischer Schauspieler und Synchronsprecher
- Kari Aalvik Grimsbø (* 1985), Handballtorhüterin und -trainerin
- Christine Guldbrandsen (* 1985), Sängerin
- Nils Jakob Hoff (* 1985), Ruderer, Weltmeister
- Øivind Hordvik (* 1985), Beachvolleyballspieler
- Gabrielle Leithaug (* 1985), Sängerin
- Alexander Dale Oen (1985–2012), Schwimmer
- Caroline Wettergreen (* 1986), Opernsängerin
- Sakura Hauge (* 1987), norwegisch-japanische Handballspielerin
- Peter Frølich (* 1987), Politiker
- Sveinung Rotevatn (* 1987), Politiker
- Kristoffer Brun (* 1988), Leichtgewichtsruderer
- Magnus Midtbø (* 1988), Sportkletterer
- Maren Mjelde (* 1989), Fußballspielerin
- Jon Ludvig Hammer (* 1990), Schachspieler
- Nikolas Skouen (* 1990), Basketballspieler

### 1991 bis 2000
- Grunde Almeland (* 1991), Politiker
- Tonje Løseth (* 1991), Handballspielerin
- Bjørnar Neteland (* 1991), Skirennfahrer
- Sivert Heltne Nilsen (* 1991), Fußballspieler
- Håvard Holmefjord Lorentzen (* 1992), Eisschnellläufer
- Kristine Minde (* 1992), Fußballspielerin
- Sverre Lunde Pedersen (* 1992), Eisschnellläufer
- Martin Roe (* 1992), Zehnkämpfer
- Marie Davidsen (* 1993), Handballspielerin
- Mathias Fischer (* 1993), Journalist und Politiker
- Kristoffer Skjerping (* 1993), Radrennfahrer
- Stine Skogrand (* 1993), Handballspielerin
- Andreas Takvam (* 1993), Volleyball- und Beachvolleyballspieler
- Eivind Tangen (* 1993), Handballspieler
- Katrine Tjølsen (* 1993), Schachspielerin
- Kristian Blummenfelt (* 1994), Triathlet
- Jakob Glesnes (* 1994), Fußballspieler
- Celine Sivertsen (* 1994), Handballspielerin
- Ingrid Marie Spord (* 1994), Fußballspielerin
- Maria Therese Tviberg (* 1994), Skirennläuferin
- Bård Finne (* 1995), Fußballspieler
- Madeleine Hilby (* 1995), Handballspielerin
- Cecilie Redisch Kvamme (* 1995), Fußball-Nationalspielerin
- Lisa Naalsund (* 1995), Fußballnationalspielerin
- Vilde Bøe Risa (* 1995), Fußballnationalspielerin
- Andreas Vindheim (* 1995), Fußballspieler
- Gustav Iden (* 1996), Triathlet
- Malin Bergtun (* 1997), Biathletin
- Sunniva Helland-Hansen (* 1997), Beachvolleyballspielerin
- Beatrice Nedberge Llano (* 1997), Hammerwerferin
- Håkon Lorentzen (* 1997), Fußballspieler
- Emil Hansson (* 1998), norwegisch-schwedischer Fußballspieler
- Christine Alver (* 2000), Handballspielerin
- Sigurd Kvile (* 2000), Fußballspieler

### Seit 2001
- Sara Berg (* 2001), Handballspielerin
- Aune Heggebø (* 2001), Fußballspieler
- Sakarias Koller Løland (* 2001), Radrennfahrer
- Mikail Maden (* 2002), Fußballspieler
- Markus Mol (* 2002), Volleyball- und Beachvolleyballspieler
- Joel Mvuka (* 2002), burundisch-norwegischer Fußballspieler

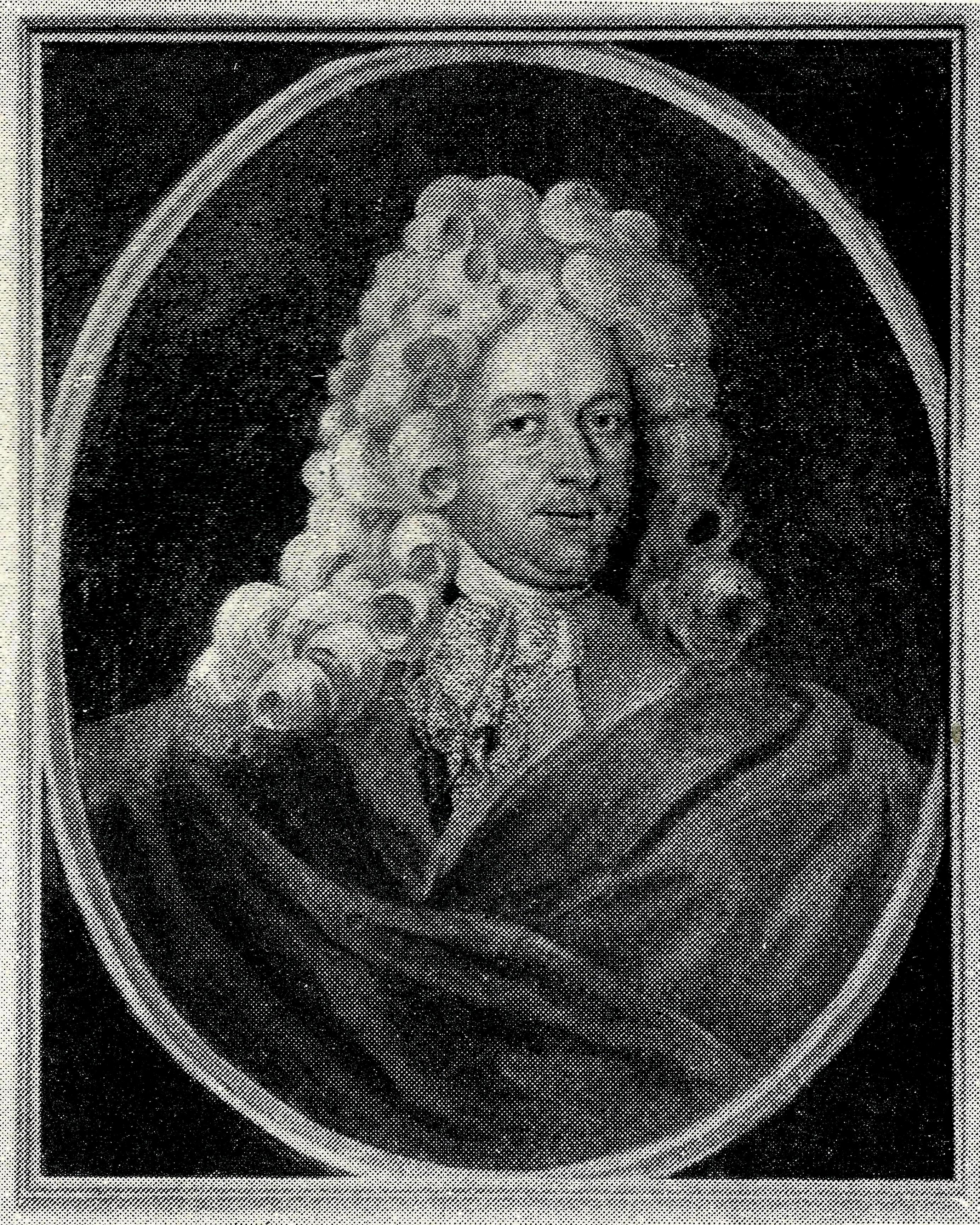
Christian Wilhelm Höltich

- Martin Børsheim (* 2005), Fußballtorwart

## Persönlichkeiten mit engem Bezug zu Bergen
- Sverre († 1202), norwegischer König
- Paul Knudson, Beamter und Seefahrer des 14. Jahrhunderts in schwedischen Diensten
- Absalon Pederssøn Beyer (1528–1575), Geistlicher, Historiker, Schriftsteller und Lehrer
- Anne Pedersdotter (vor 1550–1590), Opfer der Hexenverfolgung
- Christian Wilhelm Höltich (1671 bis nach 1728), Sekretär der Deutschen Hanse im Kontor von Bergen, von 1701 bis 1717
- Ole Irgens (1724–1803), Geistlicher und Bischof
- Johan Nordahl Brun (1745–1816), Bischof und Dichter
- Wilhelm Frimann Koren Christie (1778–1849), Politiker
- Conrad Fredrik von der Lippe (1833–1901), Architekt, langjähriger städtischer Bauleiter, errichtete in den 1870er Jahren zahlreiche Bauwerke in Bryggen
- Madam Felle (1831–1908), Gastromin in Bergen
- Ambrosia Tønnesen (1859–1948), Bildhauerin
- Vilhelm Bjerknes (1862–1951), Physiker und Meteorologe
- Torgrim Castberg (1874–1928), Musiklehrer und Musikdirektor
- Kaspar Hassel (1877–1962), Architekt und Segler
- Jacob Bjerknes (1897–1975), Meteorologe
- Annik Saxegaard (1905–1990), Kinderbuchautorin und Hörfunkjournalistin
- Hans Jacob Hansteen (* 1938), Architekt und Denkmalpfleger
- Gaahl (* 1975), Black-Metal-Sänger und Maler
- Vegard Ylvisåker (* 1979), Comedian, Sänger (s. a. Ylvis)
- Bård Ylvisåker (* 1982), Comedian, Sänger (s. a. Ylvis)
- Kygo (* 1991), Musikproduzent
- Alan Walker (* 1997), Musikproduzent